# Pachgaon
Pachgaon là một thị trấn thống kê (census town) của quận Kolhapur thuộc bang Maharashtra, Ấn Độ.

## Nhân khẩu
Theo điều tra dân số năm 2001 của Ấn Độ, Pachgaon có dân số 11.913 người. Phái nam chiếm 53% tổng số dân và phái nữ chiếm 47%. Pachgaon có tỷ lệ 78% biết đọc biết viết, cao hơn tỷ lệ trung bình toàn quốc là 59,5%: tỷ lệ cho phái nam là 82%, và tỷ lệ cho phái nữ là 74%. Tại Pachgaon, 12% dân số nhỏ hơn 6 tuổi.